# The Jesus and Mary Chain
The Jesus and Mary Chain (МФА: [ˈʤiːzəs ænd ˈmeəri ʧeɪn]; букв. с англ. «цепочка Иисуса и Марии», «цепочка с Иисусом и Марией») — шотландская альтернативная рок-группа, возникшая в Ист-Килбрайде в 1983 году. Идейные основатели группы, авторы песен и исполнители — братья Джим и Уильям Риды. Их музыка соединила мрачность постпанка, мелодичность попа 60-х (братья отмечали влияние Ronettes, Beach Boys, Shangri-Las и Фила Спектора), а также гитары в духе первых альбомов The Stooges и The Velvet Underground эпохи White Light/White Heat. Jesus and Mary Chain оказали влияние на развитие таких стилей альтернативной музыки, как нойз-рок и шугейз. Группа выпустила пять студийных альбомов до распада в 1999 году. В 2007 году Jesus and Mary Chain воссоединились.

## История

### Ранние годы
Братья Джим Рид и Уильям Рид основали Jesus and Mary Chain в 1983 году. До начала работы в группе братья пять лет жили на пособие по безработице, сочиняя и записывая песни у себя дома в Ист-Килбрайде. Группа сменила несколько названий: The Poppy Seeds, Death of Joey, пока Джим и Уильям не остановились на Jesus and Mary Chain. Известно несколько версий происхождения названия. По версии, которую журналистам поведали Риды, но позже опровергли её, они услышали фразу «Jesus and Mary chain» в фильме с Бингом Кросби. По другой версии, название происходит от объявления на упаковке кукурузных хлопьев о розыгрыше золотой цепочки (англ. chain) с Марией и Иисусом.
В 1984 году к группе присоединились басист Дуглас Харт и ударник Мюррей Дэлглиш. Группа дала несколько выступлений в Шотландии и рассылала свои демозаписи шотландским лейблам, но им не удалось привлечь внимание местных концертных организаторов и звукозаписывающие компании. Поэтому участники группы приняли решение переехать в Лондон, где их демо заинтересовался основатель Creaton Records Алан Макги. Jesus and Mary Chain подписали контракт с Creation Records, а Алан Макги стал менеджером группы. В ноябре 1984 года был выпущен дебютный сингл Upside Down, который стал одним из самых продаваемых инди-синглов 1980-х — было куплено около 35 000 копий. В том же месяце из-за разногласий о гонорарах группу покинул барабанщик Мюррей Дэлглиш. Новым ударником группы стал Бобби Гиллеспи. В декабре того же года участники Jesus and Mary Chain были арестованы за хранение амфетамина, Джим Рид также признался в употреблении ЛСД. Из-за этого случая и скандала на лондонском выступлении, во время которого на сцену полетели бутылки, пресса стала вешать на Jesus and Mary Chain ярлык «новых Sex Pistols».

### Psychocandy
Благодаря успеху первого сингла группу заметил лейбл Blanco y Negro Records, где группа выпустила второй сингл Never Understand в феврале 1985 года. Сингл достиг 47-й строчки в UK Singles Chart. В то же время скандальную славу группы подогревали ложные слухи о том, что музыканты украли деньги из кармана куртки управляющего Blanco y Negro и разгромили его офис. Менеджер группы Алан Макги считал эти слухи хорошей рекламой. Jesus and Mary Chain выступили на BBC Radio 1, а также в музыкальных телепрограммах Whistle Test и The Tube. В октябре того же года группа выпустила третий сингл Just Like Honey, который занял 45 место в UK Singles Chart.
В ноябре 1985 года вышел дебютный альбом Jesus and Mary Chain Psychocandy. Альбом соединил в себе шум гитар Stooges и Velvet Undeground с популярными мелодиями и текстами Beach Boys и Shangri-Las — все эти музыканты оказали на братьев Ридов наибольшее влияние. Джим Рид также отмечал свою любовь к Pink Floyd, Siouxsie and the Banshees, The Monkees и Мадди Уотерсу. Запись получила единодушное одобрение критиков и по сей день считается знаковой. Месяцем ранее, в октябре 1985, барабанщик Бобби Гиллеспи покинул Jesus and Mary Chain, чтобы больше времени уделять своей группе Primal Scream, на его место пришёл Джон Мур. За успешным альбомом последовали туры по США, Японии и Великобритании.
В 1986 году Jesus and Mary Chain выпустили EP Some Candy Talking, куда вошли ранее исполняемые, но неизданные песни Some Candy Talking и Psychocandy (по иронии судьбы песня не вошла в первое издание одноимённого альбома). Песня Some Candy Talking была запрещена для проигрывания на BBC Radio 1, так как её сочли пропагандой наркотиков.

### DarklandsandAutomatic
В сентябре 1986 года группа оказалась близка к развалу, Джим Рид страдал от «истощения». Музыканты разошлись с прежним менеджером Аланом Макги — его заменил Джефф Тревис. Ударник Джон Мур остался в группе в качестве ритм-гитариста, а новым ударником стал бывший перкуссионист Dead Can Dance Джеймс Пинкер. Новый сингл April Skies был издан в 1987 году и достиг 8-й позиции в UK Single Charts. За ним последовали релизы синглов Happy When It Rains и Darklands, затем — тур по Великобритании, в который группа отправилась без ударника. Во время тура был выпущен второй студийный альбом Darklands, отличавшийся от первого более мелодичным звуком. Братья Риды записали альбом практически самостоятельно, используя драм-машину. Во время концерта в Торонто в ноябре 1987 года Джим Рид кинул в перебивавших слушателей микрофонную стойку, ударив одного по голове, а другого — по руке. Джим был арестован и провел ночь в тюрьме, после чего его отпустили, взяв поручительство вернуться в феврале. Впоследствии Джим выплатил около 500 фунтов Армии спасения и извинился перед истцами.
В 1988 Jesus and Mary Chain выпустили сборник би-сайдов, синглов и редких записей Barbed Wire Kisses. Ритм-гитарист Джон Мур покинул группу, занявшись собственным проектом John Moore and the Expressway. Его место занял Дейв Эванс, а Ричард Томас заменил Джеймса Пинкера на барабанах. Вскоре группа выпустила сингл Sidewalking. Третий студийный альбом Jesus and Mary Chain Automatic вышел в октябре 1989 года. К этому времени состав группы опять претерпел изменения: ритм-гитарист Дейв Эванс был заменен Беном Лури.

### 1990-e
В августе 1990 года вышел EP The Rollercoaster. Басист Дуглас Харт покинул группу в 1991 году и занялся карьерой в кино, однако в 2006 году снова не вернулся к музыке, играя с группами Sian Alice Group, Le Volume Courbe и Christine. Ударник Ричард Томас тоже покинул Jesus and Mary Chain и присоединился к Renegade Soundwave. Братья Риды заменили ушедших участников Мэттью Паркином и Берри Блекером. В том же году братья купили звукозаписывающую студию, где работали над новым синглом Reverence, достигшего 10-й строчки в UK Single Charts. Текст песни Reverence сочли потенциально оскорбительным и запретили на BBC Radio 1 и в телешоу Top of the Pops.
В 1992 году Jesus and Mary Chain выпустили свой четвёртый альбом Honey’s Dead и отправились в тур Rollercoaster Tour с My Bloody Valentine, Dinosaur Jr. и Blur. Группа приняла участие в американском фестивале Lollapalooza, опыт выступления на котором Уильям Рид охарактеризовал как худший за всю карьеру группы. Затем Jesus and Mary Chain отправились в собственный тур по США. В то же время группа вновь сменила ударника на Стива Монти. В 1993 году вышел сборник синглов и редких материалов The Sound of Speed.
За сборником последовал пятый альбом группы Stoned & Dethroned в записи которого участвовали Шейн Макгоуэн из The Pogues и Хоуп Сандовал, тогдашняя девушка Уильяма Рида. Сначала Jesus and Mary Chain планировали записать акустический альбом, но отказались от этой идеи, так как, по словам Джима Рида: «Мы не смогли сделать достаточно интересных вещей с акустическими гитарами, чтобы сочинить альбом». В 1995 году группа выпустила сборник би-сайдов и редких записей Hate Rock ’N’ Roll. В том же году Jesus and Mary Chain разошлись с лейблом Blanco y Negro, вернувшись к Creation Records в Великобритании и подписав контракт с Sub Pop в США. К группе присоединился бывший басист Lush Фил Кинг.
В 1998 году Jesus and Mary Chain записали шестой студийный альбом Munki, который оказался последним перед распадом группы. В записи принимали участие Линда Рид aka Sister Vanilla, сестра Ридов, (Mo Tucker) и Хоуп Сандовал (Perfume). 12 сентября 1998 года, во время тура по США, Уильям Рид поссорился с гитаристом Беном Лури по дороге на выступление в Лос-Анджелесе. Выступление продлилось всего 15 минут, после чего Уильям ушел со сцены. Слушателям вернули деньги за билеты. Группа завершила тур по США и Японии без Уильяма. В 2007 году Джим Рид так прокомментировал напряжение в отношениях с Уильямом: «После каждого тура нам хотелось убить друг друга, и после последнего тура мы попытались». В октябре 1999 года Jesus and Mary Chain официально заявили о прекращении своей деятельности.

### После распада
Сразу же после распада группы Уильям Рид начал выступать под псевдонимом Lazycame (в апреле 1998 он уже выпустил EP), а Джим Рид основал группу Freeheat с Беном Лури, бывшим басистом Gun Club Роми Мори и ударником Earl Brutus Ником Сандерсоном. Проекты обоих братьев не стали так успешны, как Jesus and Mary Chain. В октябре 2005 вместе с выходом совместного сингла Джима Рида и Sister Vanilla (сценическое имя Линды Рид, сестры Джима и Уильяма) Song for a Secret / Can’t Stop the Rock Джим и Уильям вновь начали сотрудничать. В запись вошли две песни: дуэт Джима Рида и его жены Джули Барбер Song for a Secret и песня Sister Vanilla Can’t Stop The Rock, написанная Уильямом и Линдой Ридами в соавторстве. В том же году Джим Рид выступил в поддержку сингла в Лондоне, завершив концерт ранней песней Jesus and Mary Chain Never Understand. Также он несколько раз исполнил новый материал с группой International Jetsetters в составе с бывшим басистом Jesus and Mary Chain Филом Кингом, ударником Лозом Кольбером (в будущем — участником Jesus and Mary Chain) и гитаристом Марком Крозером (также будущим участником Jesus and Mary Chain).
В 2006 году были переизданы пять альбомов Jesus and Mary Chain: Psychocandy, Darklands, Automatic, Honey’s Dead и Stoned & Dethroned.

### Воссоединение

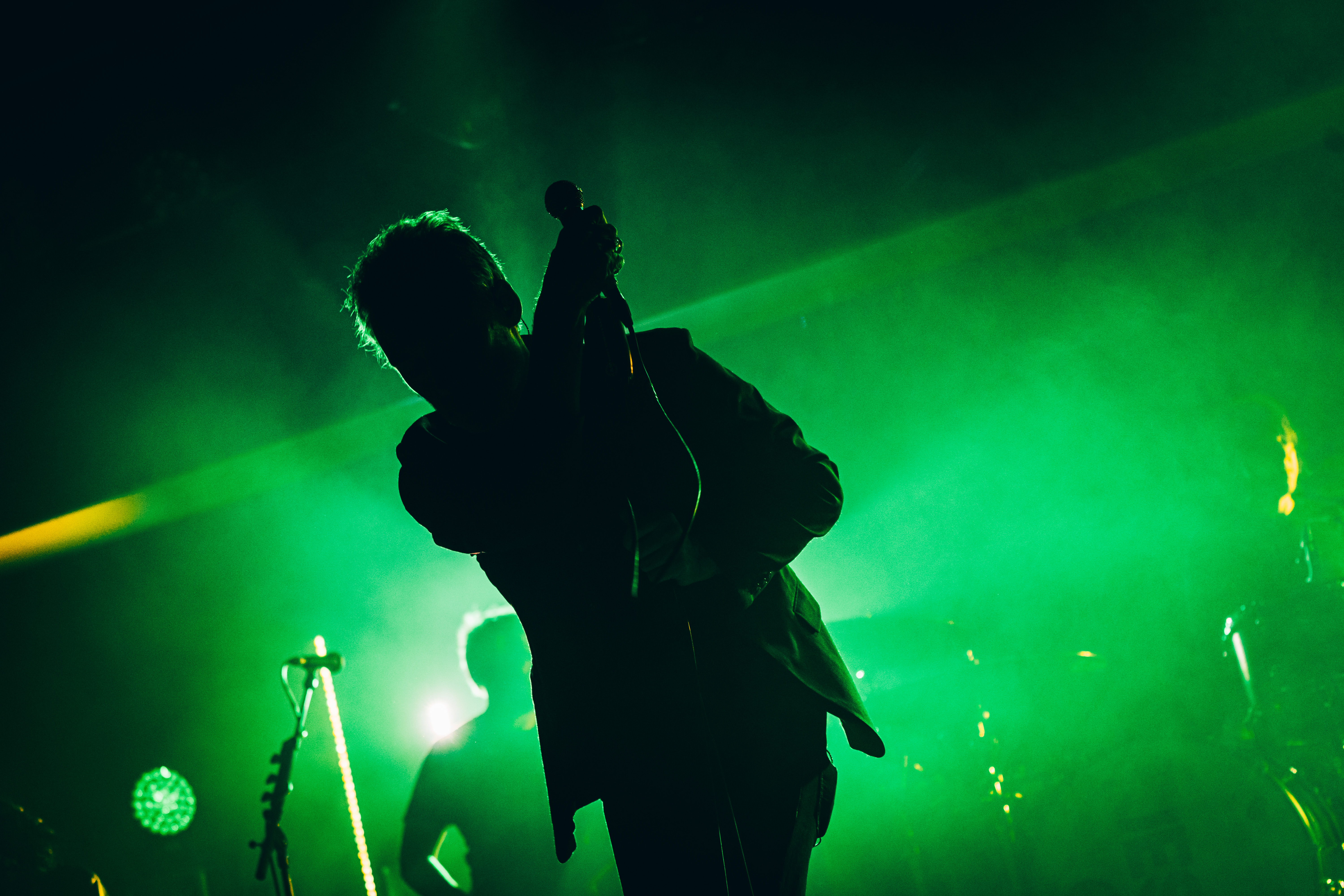
2020 год

В 2007 году Jesus and Mary Chain воссоединились. Первое выступление состоялось 27 апреля на фестивале Coachella, во время исполнения песни Just Like Honey на сцену вышла актриса Скарлетт Йоханссон, которая играла в фильме Трудности перевода, где можно услышать эту песню. Первое выступление группы в Великобритании прошло на фестивале Meltdown в июне. В марте 2008 года Jesus and Mary Chain выпустили песню All Things Must Pass в качестве саундтрека к сериалу Герои. Это была их первая новая запись с 1998 года. В сентябре вышел сборник The Power of Negative Thinking: B-Sides & Rarities. В него вошли ранее неизданные записи, включая первые выступления, демо, ремиксы, альтернативные версии некоторых песен и бутлеги, а также материал из предыдущих сборников Barbed Wire Kisses, The Sound of Speed и The Jesus And Mary Chain Hate Rock 'n' Roll.
В 2010 году вышел альбом с хитами группы Upside Down: The Best of The Jesus and Mary Chain.
24 марта 2017 года Jesus and Mary Chain выпустили свой седьмой студийный альбом Damage and Joy.

## Дискография

### Студийные альбомы
- Psychocandy (1985)
- Darklands (1987)
- Automatic (1989)
- Honey’s Dead (1992)
- Stoned and Dethroned (1994)
- Munki (1998)
- Damage and Joy[англ.] (2017)
- Glasgow Eyes[англ.] (2024)

### Сборники
- Barbed Wire Kisses[англ.] (1988) — ранее неизданные записи
- The Sound of Speed[англ.] (1993) — ранее неизданные записи
- Hate Rock ’N’ Roll[англ.] (1995) — ранее неизданные записи
- The Complete John Peel Sessions[англ.] (2000) — выступления на BBC Radio 1 в 1984—1989 годах
- 21 Singles[англ.] (2002) — сборник всех синглов группы
- The Power of Negative Thinking: B-Sides & Rarities[англ.] (2008) — полное собрание ранее неизданных записей
- Upside Down: The Best of The Jesus and Mary Chain[англ.] (2010)
- The Complete Vinyl Collection[англ.] (2013) — вышедший к 30-й годовщине группы виниловый бокс-сет, куда вошли первые шесть студийных альбомов группы, а также концертный альбом Live in Concert (2003)

### Концертные альбомы
- Live in Concert[англ.] (2003)
- Psychocandy Live: Barrowlands (2015)

### Видеоальбомы
- The Jesus and Mary Chain (1988)
- Video 1985 to 1989 (1990)

### Видеоклипы[50]
- «Never Understand»
- «You Trip Me Up»
- «Just Like Honey»
- «April Skies»
- «Happy When It Rains»
- «Darklands»
- «Sidewalking»
- «Blues from a Gun»
- «Head On»
- «Reverence»
- «Far Gone and Out»
- «Sometimes Always»
- «I Hate Rock’n’Roll»
- «Cracking Up»
- «I Love Rock’n’Roll»

## Участники группы

### В настоящее время
- Джим Рид — вокал, гитара (1983—1999, 2007—наши дни)
- Уильям Рид — гитара, вокал (1983—1999, 2007—наши дни)
- Скотт фон Райпер — гитара (2015—наши дни)
- Брайан Янг — ударные (2012—наши дни)
- Марк Крозер — гитара (2007—2008, 2012), бас-гитара (2013—наши дни)

### Бывшие участники
- Дункан Кэмерон — гитара (1983—1984)
- Дуглас Харт — бас-гитара (1984—1991)
- Мюррей Далглиш — ударные (1984)
- Бобби Гиллеспи — ударные (1984—1986, 2017)
- Мартин Хьюз — ударные (1986)
- Джеймс Пинкер — ударные (1986)
- Дейв Эванс — ритм-гитара (1987—1989)
- Ричард Томас — ударные (1988—1990)
- Бен Лурье — ритм-гитара, бас-гитара (1989—1998)
- Стив Монти — ударные (1990—1995)
- Мэттью Паркин — бас-гитара (1992)
- Бэрри Блеклер — ударные (1992)
- Ник Сандерсон — ударные (1993—1998; скончался в 2008)
- Линкольн Фонг — бас-гитара (1994—1995)
- Джефф Донкин — ударные (1998)
- Фил Кинг — бас-гитара, гитара (1998, 2007—2015)
- Лоз Кольбер — ударные (2007—2008)
- Джон Мур — гитара (1986—1987, 2012), ударные (1985—1986)

## Упоминания в культуре
В 22 серии 24 сезона мультсериала Симпсоны жители Спрингфилда помогают Гомеру ремонтировать поезд для его с Мардж годовщины. Преподобный Тимоти Лавджой читает книгу под названием The Jesus and Mary Train.
Песня Jesus and Mary Chain Reverence входит в саундтрек к фильму Кладбище домашних животных 2 (1992). Песню Snakedriver можно услышать в фильме Ворон (1994). В финальной сцене фильма Софии Копполы Трудности перевода (2003) фигурирует песня Just Like Honey. Акустическая версия песни Taste of Cindy играет в комедийной мелодраме Грега Моттола Парк культуры и отдыха (2009).
Название группы в виде аббревиатуры J.A.M.C. упоминается в песне группы Jimmy Eat World The Authority Song (альбом Bleed American, 2001). Группа Death Cab for Cutie упоминает ту же аббревиатуру в песне We Looked Like Giants (альбом Transatlanticism, 2003). Также Jesus and Mary Chain упоминаются в песне The Shins Mildenhal.
Песня «April Skies» звучит в сериале «Ходячие мертвецы» (9-й сезон 7 серия на 6-й минуте).